# Якобсен, Софус
Софус Якобсен (норв. Sophus Jacobsen; 7 сентября 1833, Халден — 13 мая 1912, Дюссельдорф) — норвежский живописец-пейзажист.

## Биография
Софус Якобсен родился в Халдене в 1833 году. C 1853 года жил в Дюссельдорфе, где до 1855 г. учился у Гуде. Отсюда совершал поездки в своё отечество, в Италию и по Германии, занимаясь везде рисованием и писанием этюдов с натуры, которые служили ему материалом для картин, замечательных правдивостью передачи настроения природы и широким, свободным приёмом исполнения.
Вначале он изображал преимущественно ландшафты и морские виды Норвегии при дневном или лунном освещении, а затем стал писать чаще всего осенние и зимние виды немецких местностей. В некоторых своих видах Венеции при лунном освещении он походит на О. Ахенбаха.
Наиболее известные произведения:
- «Вид Эйфеля» (1861)
- «Лунная ночь на норвежском берегу» (1867)
- «Лунный вечер в Венеции»
- «Осенний ландшафт» (находится в национальном музее в Осло)
- «Лапландцы на охоте за оленями» (с фигурами, писанными Тидемандом).

## Галерея

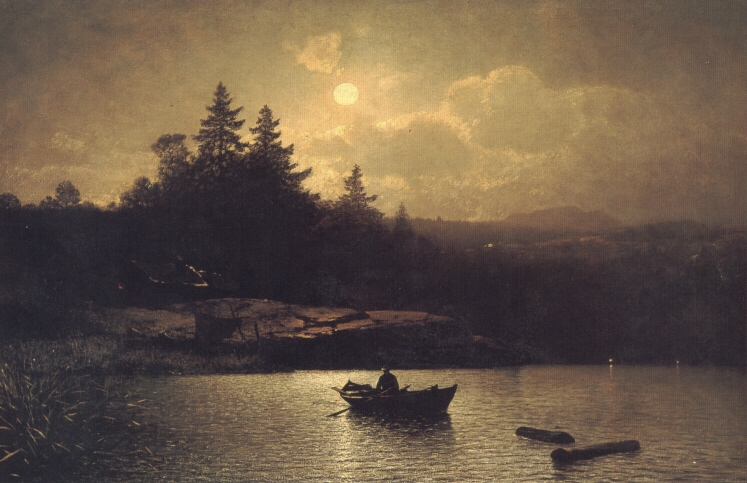
Ловля рыбы при лунном свете
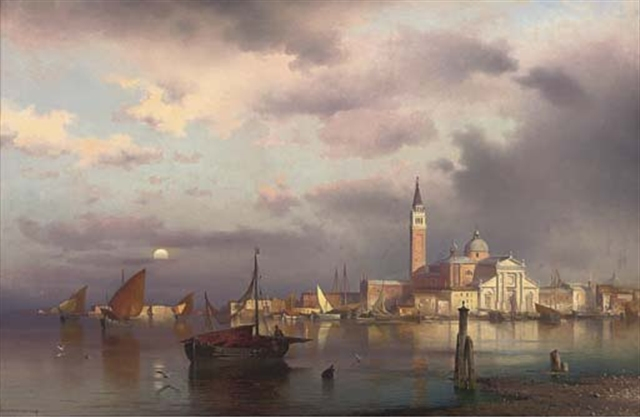
Сан-Джорджо Маджоре, Венеция. 1865
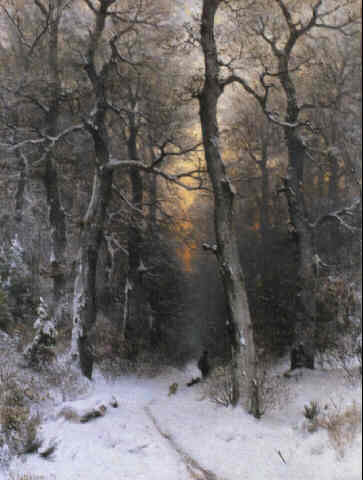
Закат в лесу. 1878